# David M. Kennedy (Historiker)
David Michael Kennedy (* 22. Juli 1941 in Seattle, Washington) ist ein US-amerikanischer Historiker. Er ist Professor an der Stanford University.

## Biographie
1963 schloss er sein Studium an der Stanford University mit B.A. Diplom ab. An der Yale University erwarb er den Master und später den Doktortitel. Er lehrt seit 1967 an der Stanford University, seit 1993 als Donald J. McLachlan Professor für Geschichte. Er ist zudem Direktor des Bill Lane Center for the American West und Fellow der American Academy of Arts and Sciences sowie der American Philosophical Society.
Als Historiker hat er sich auf amerikanische Geschichte spezialisiert. Für seine Werke erhielt er etliche Auszeichnungen, darunter im Jahr 2000 den Pulitzer-Preis für Geschichte für sein Werk Freedom From Fear.

## Werke
- Birth Control in America: The Career of Margaret Sanger (1970). Das Buch wurde 1971 mit dem Bancroft Prize ausgezeichnet.
- Social Thought in America and Europe, zusammen mit A. Robinson, (1970)
- Progressivism: The Critical Issues, (1971)
- The American People in the Depression (1973)
- The American People in the Age of Kennedy (1973)
- The American Pageant: A History of the Republic, zusammen mit Thomas A. Bailey und Lizabeth Cohen (Erstausgabe 1979), 13. Auflage (2006).
- Over Here: The First World War and American Society (1980). Das Buch wurde 1981 Pulitzer-Preis Finalist.
- Power and Responsibility: Case Studies in American Leadership, zusammen mit Michael Parrish (1986)
- The American Spirit: United States History as Seen by Contemporaries, zusammen mit Thomas A. Bailey (1983)
- Freedom From Fear: The American People in Depression and War, 1929–1945 (1999). Das Buch wurde 2000 mit dem Pulitzer-Preis, dem Francis Parkman Prize, dem Ambassador’s Prize und der California Gold Medal for Literature ausgezeichnet.